# 프릭스 오브 네이처
《프릭스 오브 네이처》(영어: Freaks of Nature)는 미국에서 제작된 로비 피커링 감독의 2015년 코미디 공포 영화이다. 니컬러스 브론, 매켄지 데이비스, 조앤 큐색, 밥 오든커크, 키건마이클 키, 패튼 오즈월트, 버네사 허전스, 데니스 리리 등이 출연하였다.

## 줄거리
오하이오주 딜퍼드의 한 마을에선 인간, 흡혈귀, 좀비가 서로를 경멸하면서도 공존 중이다. 흡혈귀는 자외선 차단제를 바르고, 좀비는 뇌를 파먹고자 하는 식욕을 제어해주는 목줄을 찬 채 일상 활동을 영위해나가고 있다.  
주인공 대그는 학교 공인 얼간이이며 학교 야구부 투수이다. 야구팀 코치가 된 지역 가공육 공장 공장장 릭 윌슨은 대그의 엄마 페그를 포함한 인간 직원들을 전부 해고하고 저렴한 임금으로 고용 가능한 좀비들로 대체한다.
한편 학교 서열 관계에서 열외인 페트라는 학교 최고 인기남인 흡혈귀 밀란의 달콤한 말에 속아 관계를 맺으려다가 목을 깨물려 흡혈귀가 된다. 대그의 옛 절친 네드는 컴퓨터 귀재이지만 교사에게서 심한 취급을 받고 가족들과 싸운 뒤 인생의 수치와 슬픔을 종식 시키기 위해 좀비 빈민가를 방문하여 십대 좀비가 다리를 물게 만들어 자의로 좀비로 변한다.
이 상황에서 외계인이 침공한다.
인간, 흡혈귀, 좀비는 각자 상대 세력이 자신들을 공격하고 있다고 착각하여 살육전을 벌인다. 그 와중에도 대그는 학교 최고 인기인 로럴라이에게 총각 딱지를 떼려고 안달을 낸다. 그러나 흡혈 본능이 일깨워진 페트라가 로럴라이를 물어 흡혈귀로 만들어버린다.
대그, 네드, 페트라는 대그의 피아노 선생이었던 밀러 부인과 그 아들 스튜어트의 집 지하실에 숨는데 페트라와 네드는 허기를 참지 못하고 두 사람을 잡아먹는다. 학교로 이동한 뒤 대화를 통해 서로에게 친밀감을 느낀 페트라와 대그는 관계를 맺으려 하나 외계인에게 위치를 발각 당한다.
이들은 외계인들이 자신들이 입고 있는 옷 소재인 합성섬유와 같은 무기 재료만을 적발해낼 수 있음을 깨닫고 옷을 다 벗고 대그의 집으로 도망쳐 히피인 대그 엄마가 쟁여놓은 무명옷을 입는다. 네드는 안경테 때문인지 외계인에게 잡혀간다.
다시 도망 나온 네드는 외계인들이 굳이 딜퍼드에 나타난 이유가 "테트러플로랙시팬(tetrafluoraxipan; TXP)"이라는 화학물질 때문이라고 말한다. 이 세계에서 인기 있는 리블렛이란 샌드위치에는 말 연골이 쓰이는데, 이 말 연골엔 TXP가 첨가돼 보통의 익숙한 고기 맛이 난다.
대그와 페트라는 공장장 릭게 외계인들에게 TXP를 주면 모든 게 해결될 거라고 설득해보지만 릭은 듣지 않는다. 그 사이에 네드가 릭의 연인을 잡아먹는 바람에 대그, 페트라, 네드는 쫓겨나고 만다.
대그, 페트라, 네드는 일부러 외계인들에게 붙잡혀 주민들이 갇힌 창고로 이동된다. 외계인들은 힘의 장(force fields)을 이용해 인간, 흡혈귀, 좀비를 따로 분리해둔다. 대그, 네드, 페트라는 외계인에 맞서 싸우자고 선동하고, 다같이 힘의 장에 달려들어 힘의 장에 과부하가 걸리게 하여 이를 깨뜨린다.
모두가 함께 도망치기 시작하자 외계인들이 각자 타고 있던 로봇에서 빠져나와 사람 팔뚝 크기에 불과한 투명한 벌레 모습 실체를 드러낸다. 외계인들은 TXP 안에 뛰어들어 하나의 거대한 인간 형태 개체인 "완벽한 존재"(the Perfect Being)로 변해 주민들 앞에 서서 연설을 한다. 이를 릭이 야유한다.
외계인(들)이 암모니아에 약하다는 걸 깨달은 인간들은 암모니아를 분사한다. 어수선한 틈을 타 밀란이 페트라를 죽이려 하는 걸 대그가 막지만 힘의 차이로 목이 졸려 정신을 잃는다. 곧 대그는 늑대인간으로 변하고 밀란은 대그에게 달려들다가 철제봉 위로 떨어져 죽는다.
결국 갓난아이 크기로 쭈글쭈글해진 외계인은 우주선으로 잽싸게 도망치고 마을에 폭탄을 떨어뜨리는데, 네드가 이를 야구공마냥 손으로 받아내고, 대그가 이를 다시 우주선을 향해 던져 우주선을 터뜨린다.
대그는 로렐라이 대신 페트라와 함께 하기로 한다. 네드는 운동선수인 남동생 채즈 주니어와 가까워지고, 인간이었을 때보다 행복해보인다.

## 출연진
- 니컬러스 브론 - 인간(후에 늑대인간) 대그 파커 역
- 매켄지 데이비스 - 인간(후에 흡혈귀) 페트라 레인 역
- 조시 페이덤 - 인간(후에 좀비) 네드 모즐리 역
- 조앤 큐색 - 페그 파커 역
- 밥 오든커크 - 슈터 파커 역
- 에드 웨스트윅 - 밀란 피나시 역
- 패튼 오즈월트 - 스튜어트 밀러 역
- 버네사 허전스 - 인간(후에 흡혈귀) 로럴라이 역
- 데니스 리리 - 릭 윌슨 역
- 키건마이클 키 - 메이휴 P. 켈러 선생 역
- 이언 로버츠 - 인간(후에 좀비) 채즈 모즐리 시니어 역
- 웃카시 앰부드카 - 파민더 역
- 서리나 빈센트 - 데이지 역
- 크리스 질카 - 채즈 모즐리 주니어
- 레이철 해리스 - 모즐리 씨 역 드라마
- 메이 휘트먼 - 제나 좀비 역
- 베르너 헤어초크 - 퍼펙트 빙 역 (목소리)
- 데릭 미어스 - 늑대 역
- 오로라 페리노 - 여성 흡혈귀 역
- 팻 힐리 - 좀비 목사 역